# Corinto (città greca moderna)
Corinto (in greco Κόρινθος?, Kòrinthos) è una città della Grecia centro-meridionale nella periferia del Peloponneso (unità periferica della Corinzia) di 36 556 abitanti secondo i dati del censimento 2001.
A seguito della riforma amministrativa detta programma Callicrate in vigore dal gennaio 2011 che ha abolito le prefetture e accorpato numerosi comuni, la superficie del comune è passata da 102,2 a 611 km² e la popolazione da 36 556 a 58 523 abitanti.
Il centro moderno fu fondato come Néa Kórinthos, Nuova Corinto, per distinguerla dall'antica Corinto, polis greca che ebbe grande rilevanza tra l'VIII e il V secolo a.C.. Per la nuova fondazione, motivata da un terremoto che nel 1858 aveva distrutto quanto restava dell'antica fondazione, ci si spostò di circa 7 chilometri a nord-est.

## Locazione

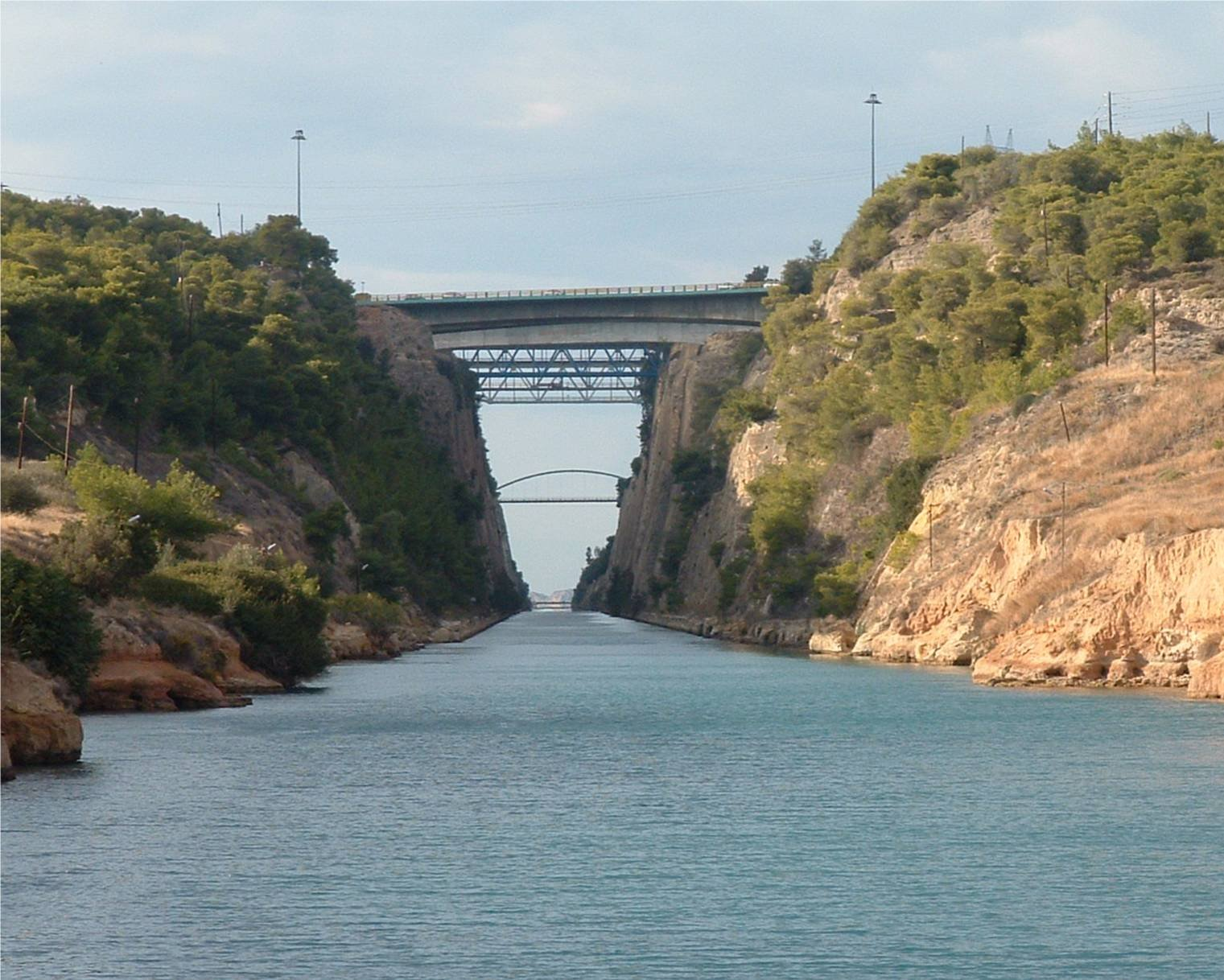
Il canale di Corinto, completato nel 1893

Si trova allo sbocco dell'omonimo canale, della lunghezza di 6,3 km, che taglia l'istmo di Corinto, la sottile striscia di terra che separa il mare del golfo di Corinto (Mar Ionio) da quello del golfo Saronico (Mar Egeo), circa 78 km a sud-ovest da Atene.
Oltre che dai due golfi, la città è circondata dai monti Oneia e dal complesso monolitico dell'Acrocorinto, sul quale è stata costruita l'omonima fortificazione in epoca bizantina e veneziana.

## Storia

### Antichità
Secondo la leggenda, la città che negli scoli all'Iliade omerica (VI 152, 210) viene chiamata Efira e che poi assunse il nome attuale, fu fondata da Sisifo nel 1429 a.C.. Fino al XII secolo a.C., fu storicamente una delle principali città micenee insieme a Micene e Tirinto fino a quando fu devastata dai Dori, calati da nord, che vi si insediarono.
Fu poi dominata tra il 747 a.C. e il 657 a.C. dai tiranni appartenenti alla famiglia dei Bacchiadi, che a cadenza annuale elessero i magistrati incaricati di governarla. La città divenne di nuovo ricca e famosa grazie all'esportazione di vasi in ceramica, allora di stile protocorinzio, e alla sua posizione geografica ideale, affacciandosi sia sul Mar Ionio dal golfo di Corinto, sia sul Mar Egeo dal golfo Saronico tramite i suoi due porti: Cencrea (Κεγχρειά), da dove partivano le rotte commerciali verso il Mar Egeo, e Lecheo (Λέχαιον), che gestiva i traffici verso le colonie di Corinto in Magna Grecia. Nel 657 a.C. la dinastia fu rovesciata da Cipselo, bacchiade da parte di madre, che governò la polis in forma tirannica fino al 628 a.C. e sarà succeduto dal figlio Periandro, il quale rimase al potere fino al 588.
Corinto fu una potenza marittima della lega peloponnesiaca, entrata a far parte di quest'ultima per evitare ulteriori conflitti con Sparta in seguito a uno scontro tra le due póleis risalente all'inizio del VI secolo a.C. vinto dalla città-stato laconica. Ne fu la principale alleata durante la guerra del Peloponneso tra il 431 e il 404 a.C. contro Atene e la Lega di Delo. Tra le cause del conflitto vi fu il sostegno di Atene alla colonia corinzia di Corcira (moderna Corfù), che si era ribellata alla madrepatria: ciò provocò la reazione della città e di Sparta. In seguito Corinto criticò la politica espansionistica spartana e si unì alla lega beotica, ad Atene e ad Argo contro la stessa Sparta nella guerra di Corinto, che ebbe fine nel 386 a.C. con la pace di Antalcida. Tornata indipendente, negli anni successivi fu estranea alle lotte interne della Grecia. Con la vittoria di Filippo II di Macedonia nella battaglia di Cheronea (338 a.C.), Corinto entrò nell'area di influenza macedone e fu la sede della lega Corinzia, che sanciva il riconoscimento da parte degli Elleni della superiorità macedone.
Il ruolo che ebbe la città all'interno della lega achea nella lotta contro i romani portò alla sua distruzione nel 146 a.C. dopo la battaglia di Corinto, che pose fine alla quarta guerra macedonica e consegnò a Roma il dominio sulla Grecia. Rimase quindi un cumulo di rovine fino al 45 a.C., quando Giulio Cesare vi fondò la Colonia Iulia Corinthus.

### Periodo bizantino
La città fu quasi del tutto distrutta dai terremoti del 365 e 375. Nel 396 fu invasa dai Visigoti di Alarico I. Dopo questi disastri la città fu ricostruita su scala monumentale, ma occupò un'area di dimensioni inferiori al previsto. Quattro chiese furono erette nel centro della città vera e propria, una nella cittadella di Acrocorinto e una basilica monumentale presso il porto di Lecheo. Nel periodo bizantino, Corinto fu la capitale politica e religiosa del Peloponneso.
Durante il regno dell'imperatore Giustiniano I (527–565), fu eretto uno spesso muro tra i golfi Saronico e di Corinto, per proteggere la città ed il Peloponneso dalle invasioni barbariche provenienti da nord. Il muro era lungo circa 10 km e fu chiamato Hexamelion (sei miglia).
Corinto andò in declino dal VI secolo in avanti e può essere caduta in mani barbariche all'inizio del VII secolo. L'insediamento principale si spostò dalla parte bassa della città verso l'Acrocorinto. Nonostante fosse divenuta dapprima capitale del thema di Hellas e, dopo l'800 circa, del thema del Peloponneso, fu solo nel IX secolo che la città riprese a crescere, raggiungendo il suo apogeo nell'XI e XII secolo, quando era diventata la sede di una fiorente industria della seta. Si è stimato che nel terremoto del novembre 856 persero la vita a Corinto 45 000 persone.
La prosperità della città attrasse l'attenzione del re di Sicilia, il normanno Ruggero II, che la saccheggiò nel 1147 e fece deportare numerosi prigionieri, tra cui i più eminenti tessitori di seta. La città non si risolleverà più dopo il sacco dei Normanni.

#### Principato di Acaia
Dopo il sacco di Costantinopoli del 1204 da parte dei crociati della quarta crociata, un gruppo di essi, guidati da Guglielmo di Champlitte e da Goffredo I di Villehardouin, conquistò il Peloponneso. A partire dal 1205, i Corinzi resistettero alla conquista franca dalla fortezza di Acrocorinto, comandati da Leone Sguro, che nel 1208 morì in un incidente mentre cavalcava fuori dalla roccaforte. La resistenza dei Corinzi si protrasse fino al 1210, quando la fortezza cadde in mano crociata e la città entrò a far parte dell'Impero latino d'Oriente e fu assegnata al Principato d'Acaia, governato dai Villehardouin dalla capitale Andravida nell'Elide. Corinto era l'ultima città di una certa importanza dell'Acaia sul suo confine settentrionale con un altro stato crociato, il ducato di Atene. Gli ottomani occuparono la città nel 1395, ma i bizantini del despotato di Morea la ripresero nel 1403 e il despota di Morea Teodoro II Paleologo fece restaurare lo Hexamilion che difendeva l'istmo di Corinto nel 1415.

### Governo ottomano
Nel 1458, cinque anni dopo la caduta finale di Costantinopoli, i turchi dell'Impero ottomano conquistarono la città e la sua potente fortezza. La rinominarono Gördes e ne fecero un centro di sangiaccato nell'eyalet di Rumelia.
La Repubblica di Venezia occupò la città nel 1687, nel corso della guerra di Morea, e ne mantenne il controllo fino al 1715, quando fu rioccupata dai turchi. Divenne così capoluogo dello eyalet di Morea dal 1715 al 1731 e quindi nuovamente capoluogo di sangiaccato fino al 1821.

### Indipendenza

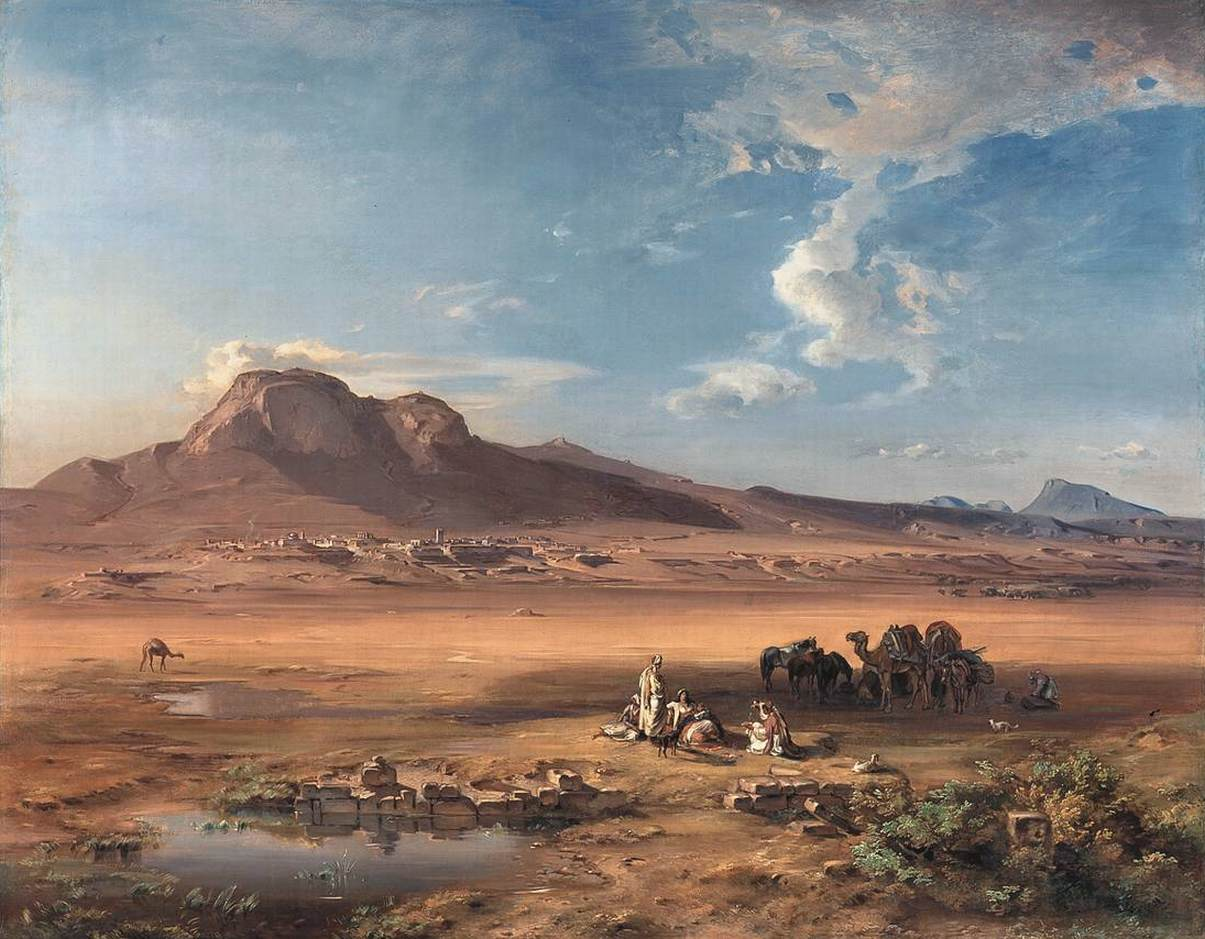
Corinto e Acrocorinto di Carl Anton Joseph Rottmann, 1847

Durante la guerra d'indipendenza greca (1821–1830) la città cadde nelle mani degli indipendentisti tra il maggio e il giugno del 1822; rimase una roccaforte greca fino alla fine della guerra, venendo duramente colpita dalle forze ottomane. Fu ufficialmente liberata dal dominio ottomano nel 1832, a seguito della convenzione di Londra di quell'anno che sanciva di fatto l'indipendenza della Grecia.
Nel 1833 fu presa in considerazione quale capitale del nuovo Regno di Grecia per la sua valenza storica e strategica, ma le furono preferite dapprima Nauplia e successivamente Atene.

### Corinto moderna
Nel 1858 il villaggio che circondava le rovine dell'antica Corinto fu distrutto da un terremoto, il che portò alla fondazione della Corinto moderna, situata circa 7 km a nord-est di quella antica. Tra il 1881 e il 1893 fu tagliato l'istmo con la costruzione del canale di Corinto.
Un terremoto di magnitudo 6,3 nel 1928 devastò la nuova città, che fu ricostruita sul medesimo luogo. Fu ricostruita nuovamente dopo il devastante incendio del 1933.

## Monumenti

### Corinto antica

Mappa dell'Antica Corinto. I colori rappresentano le diverse età dei monumenti: 1. tempio di Apollo - 2. tempio di Ottavia - 3. tempio C - 4. agorà/forum - 5. bema - 6. tempio di Ermes, Apollo, Poseidone e Eracle - 7. pantheon e tempio di Venus Fortuna - 8. stoa di nord-est - 9. stoa sud -10. Bouleuterion - 11. basilica sud - 12. basilica giuliana - 13. fontana di Pirene - 14. fontana di Glauke - 15. basilica della strada Lechaion - 16. teatro greco - 17. odeon - 18. agora nord - 19. mercato romano - 20. peribolos di Apollo - 21. strada Lechaion - 22. museo archeologico

L'area archeologica dell'antica Corinto si trova presso l'omonima località (Αρχαία Κόρινθος) a sud-ovest della città nuova; sovrastata dalla sua acropoli, ospita al suo interno il Museo archeologico dell'antica Corinto.
I resti risalgono all'epoca romana, con poche eccezioni del periodo precedente la conquista del II secolo a.C.. Tra questi figura il tempio di Apollo del VI secolo a.C., preceduto dall'immensa agorà delimitata lungo il lato meridionale dalle fondamenta di una stoà, il portico colonnato costruito per accogliere le personalità politiche, convocate nel 337 a.C. da Filippo II di Macedonia, affinché firmassero un trattato di alleanza con la nuova potenza macedone. In mezzo alla fila centrale delle botteghe c'è una bema, un podio marmoreo da cui i funzionari romani si rivolgevano al popolo.
All'estremità orientale dell'agorà si ergono i resti della Basilica Iulia, mentre a nord si vede la fontana inferiore di Pirene, mentre quella superiore si trovava presso l'Acrocorinto. Secondo la leggenda, la mortale Pirene pianse talmente la morte del figlio Cencriade ucciso dalla dea Artemide, da indurre gli dei a trasformarla in sorgente, affinché il liquido delle sue lacrime non andasse perso. Le cisterne sono nascoste da un edificio con sei arcate sulla facciata, per proteggerle dalle intemperie. Ad ovest della fontana, alcuni gradini portano alla strada di Lechéon, che un tempo era la via principale, per il portico; sul lato orientale invece si trova il Peribolo di Apollo, un cortile delimitato da colonne ioniche, in parte restaurate. Nei pressi c'è una latrina d'epoca romana e, subito a sud del museo archeologico, si trova il Tempio E detto "di Ottavia", dal nome della sorella dell'imperatore Augusto alla quale doveva essere dedicato, come sostenuto nel II secolo d.C. da Pausania il Periegeta nella Periegesi della Grecia.
Il museo archeologico è formato da tre sale grandi: nelle prime due è esposta una ricca collezione di statue, mosaici, figurine, rilievi e fregi greci e romani, nella terza sono raccolti i reperti rinvenuti nel corso degli scavi presso il tempio di Asclepio del V secolo a.C..
L'antico teatro di Corinto si trova sul lato opposto rispetto all'ingresso dell'area archeologica e risale al V secolo a.C., ma con la presenza romana è stato rifatto nel I secolo a.C., divenuto un "odeon" ossia un teatro coperto.

#### Tempio di Apollo
Fu costruito nel 540 a.C. ed è il meglio conservato del sito archeologico. Il colonnato è un esempio di riferimento per le colonne doriche con relativi capitelli.

### Castello di Acrocorinto

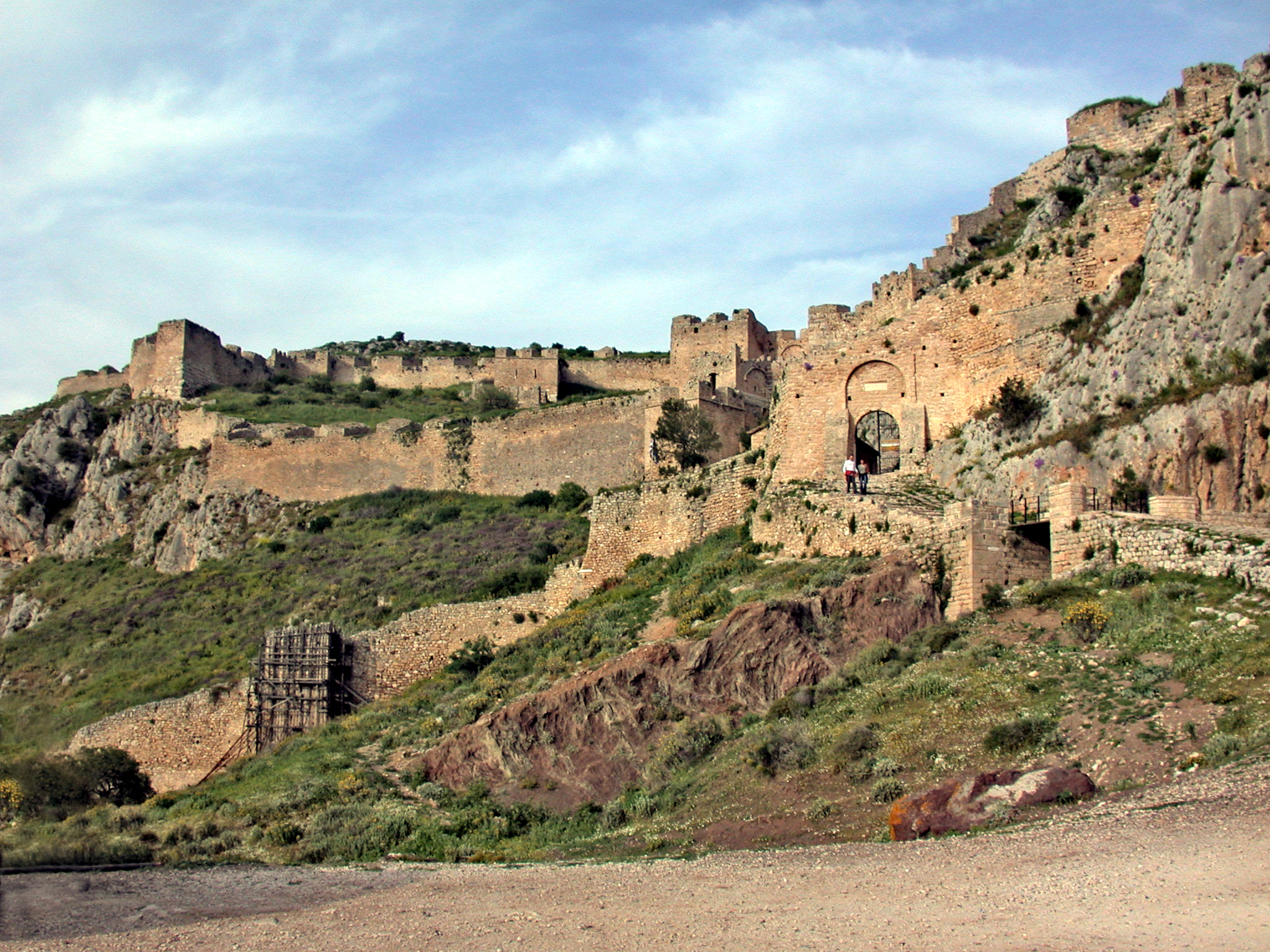
Veduta dell'Acrocorinto

Si trova sopra una grande altura che sovrasta l'antica Corinto, dove si trova l'area archeologica, e Corinto nuova. Le mura di fortificazione di questo castello sono lunghe 3 000 metri e circondano tutta la parete rocciosa del rilievo su cui sorge; il suo accesso principale è sul lato ovest.
Per secoli l'Acrocorinto fu sede dell'acropoli di Corinto, ossia la cittadella fortificata atta ad organizzare la difesa da attacchi. Nel Medioevo il castello fu ricostruito assumendo più o meno le sembianze odierne, ospitò una guarnigione di soldati di Bisanzio per esercitare il controllo sul territorio, ed era sede dello stratega del Peloponneso. Durante la quarta crociata il castello fu difeso per tre anni da Leone Sguro, in seguito divenne una fortezza del principato di Acaia, poi dei veneziani, e infine degli ottomani. Sorgendo a poca distanza dall'istmo di Corinto, il castello era un buon collegamento col Peloponneso, e controllava l'accesso della penisola al resto della Grecia; con tre cinte di mura, la parte più alta del sito fu la sede del tempio di Afrodite, che poi divenne chiesa cristiana e infine moschea musulmana.

### Cattedrale di San Paolo
Chiesa principale della città nuova. La prima chiesa risalirebbe alla costituzione della diocesi, per esortazione di una lettera dell'apostolo Paolo di Tarso; tuttavia fu varie volte rimaneggiata nei secoli. La chiesa venne completamente distrutta da un terremoto del 1928 e pertanto ricostruita daccapo nel 1936.

### Canale di Corinto
Fu costruito tra il 1881 e il 1893 per collegare il golfo al Mar Egeo, permettendo al traffico di risparmiare 200 km di viaggio. Per la sua monumentalità, oggi è una delle attrazioni più visitate della città.

## Clima
| Corinto             | Mesi | Mesi | Mesi | Mesi | Mesi | Mesi | Mesi | Mesi | Mesi | Mesi | Mesi | Mesi | Stagioni | Stagioni | Stagioni | Stagioni | Anno |
| Corinto             | Gen  | Feb  | Mar  | Apr  | Mag  | Giu  | Lug  | Ago  | Set  | Ott  | Nov  | Dic  | Inv      | Pri      | Est      | Aut      | Anno |
| ------------------- | ---- | ---- | ---- | ---- | ---- | ---- | ---- | ---- | ---- | ---- | ---- | ---- | -------- | -------- | -------- | -------- | ---- |
| T. max. media (°C)  | 13,3 | 14,4 | 16,3 | 20,6 | 25,2 | 30,1 | 33,1 | 33,0 | 29,3 | 24,1 | 19,0 | 14,9 | 14,2     | 20,7     | 32,1     | 24,1     | 22,8 |
| T. min. media (°C)  | 5,6  | 5,9  | 7,3  | 10,6 | 14,5 | 18,4 | 20,9 | 20,6 | 17,7 | 14,3 | 10,8 | 7,5  | 6,3      | 10,8     | 20,0     | 14,3     | 12,8 |
| Precipitazioni (mm) | 78   | 64   | 60   | 38   | 25   | 14   | 6    | 7    | 22   | 69   | 83   | 100  | 242      | 123      | 27       | 174      | 566  |

## Amministrazione

### Gemellaggi
- Buccino
- Siracusa
- Jagodina

## Galleria d'immagini

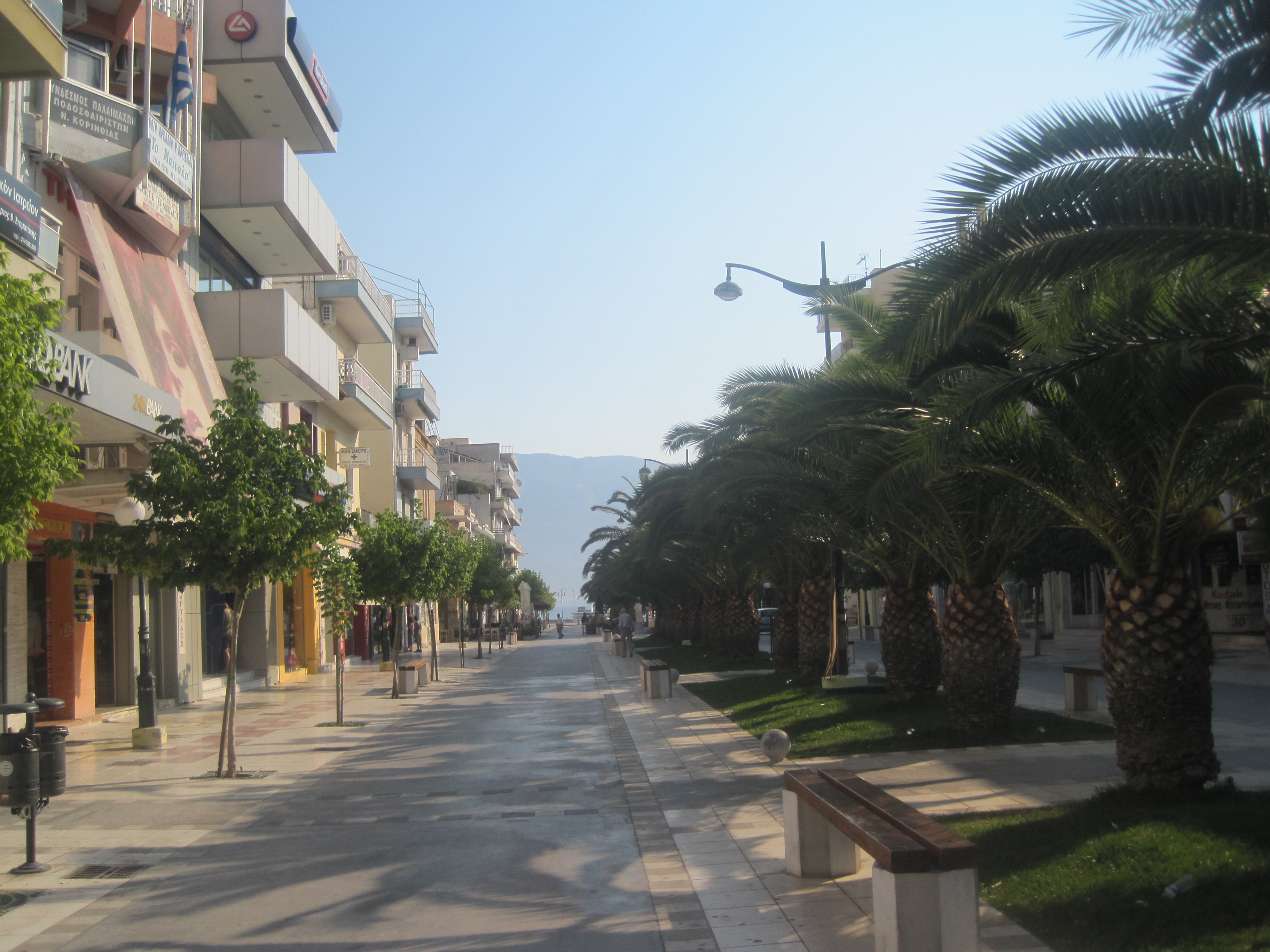
Una via di Corinto
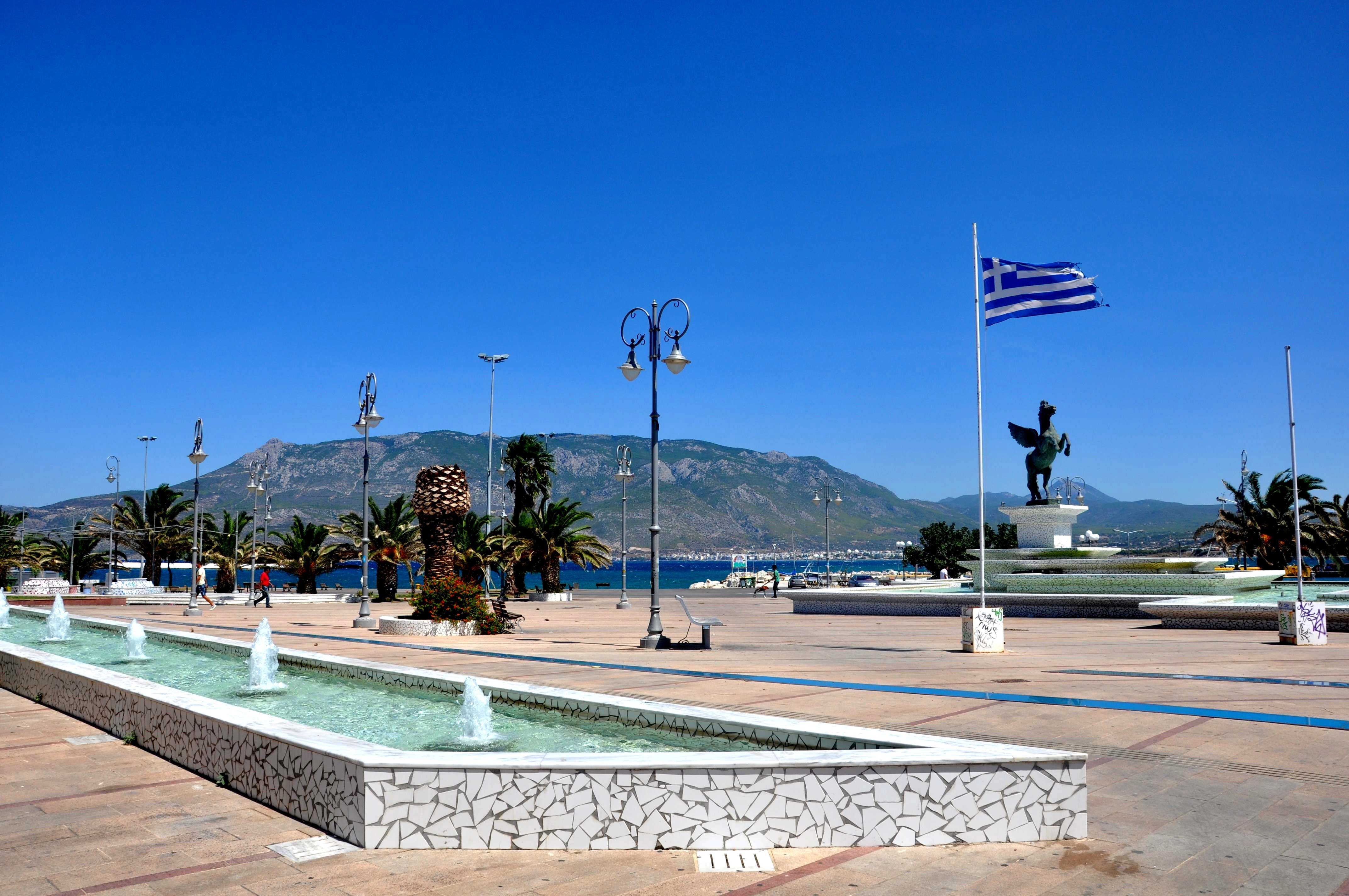
Piazza Pegaso nella Nuova Corinto
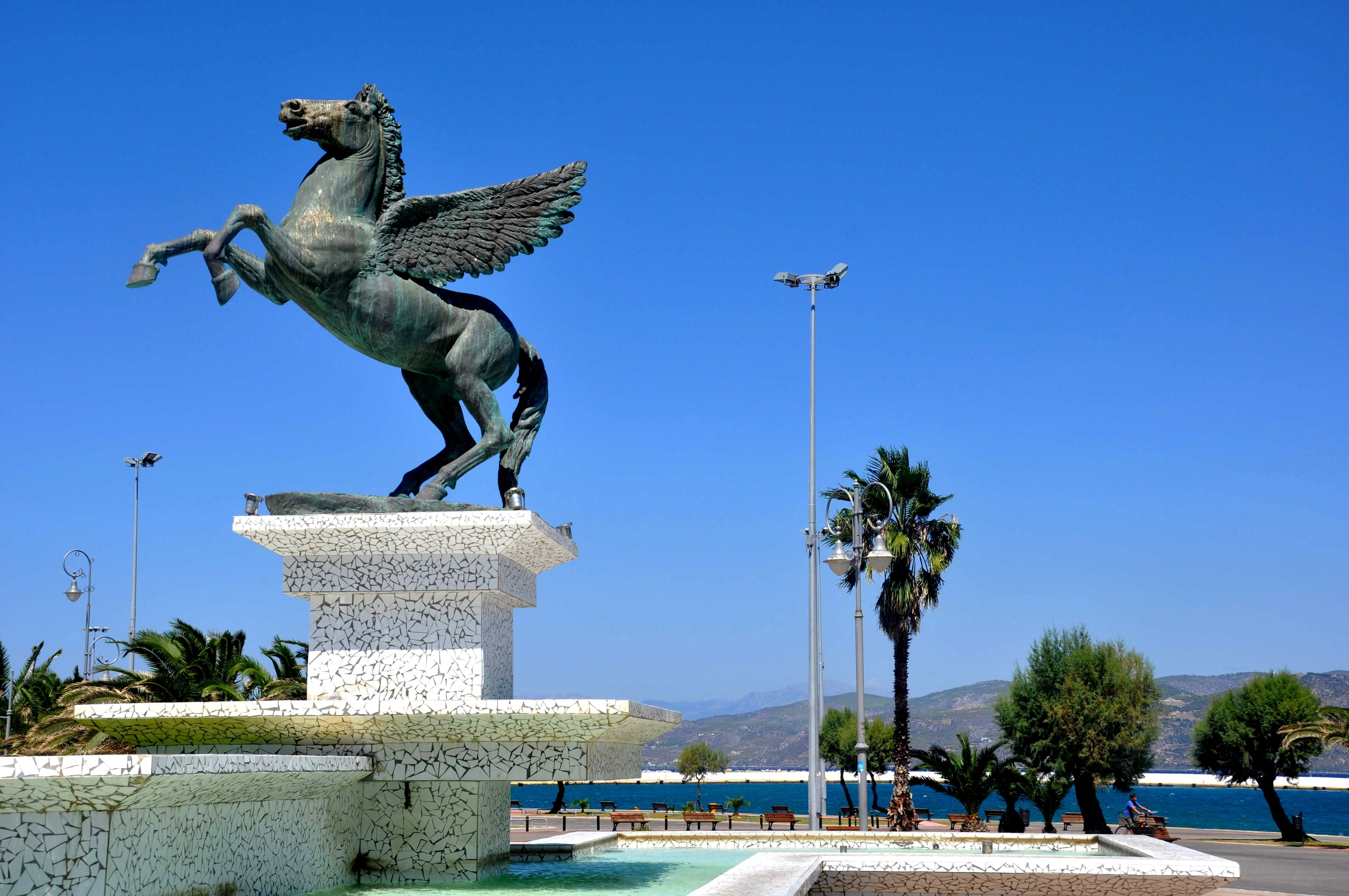
Statua di Pegaso, emblema della città